# Bennasser Benchohra
Bennasser Benchohra (em árabe: بن ناصر بن شهرة) é uma cidade e comuna localizada na província de Laghouat, Argélia. Segundo o censo de 2008, a população total da cidade era de 9 621 habitantes.